# Waddington
Waddington és una població dels Estats Units a l'estat de Nova York. Segons el cens del 2000 tenia 923 habitants.

## Demografia
Segons el cens del 2000, Waddington tenia 923 habitants, 405 habitatges, i 259 famílies. La densitat de població era de 164,2 habitants per km².
Dels 405 habitatges en un 21,7% hi vivien nens de menys de 18 anys, en un 53,8% hi vivien parelles casades, en un 7,4% dones solteres, i en un 36% no eren unitats familiars. En el 31,1% dels habitatges hi vivien persones soles el 15,3% de les quals corresponia a persones de 65 anys o més que vivien soles. El nombre mitjà de persones vivint en cada habitatge era de 2,26 i el nombre mitjà de persones que vivien en cada família era de 2,79.
Per edats la població es repartia de la següent manera: un 18,2% tenia menys de 18 anys, un 7,2% entre 18 i 24, un 23,4% entre 25 i 44, un 30,8% de 45 a 60 i un 20,5% 65 anys o més.
L'edat mediana era de 46 anys. Per cada 100 dones de 18 o més anys hi havia 89,2 homes.
La renda mediana per habitatge era de 39.615 $ i la renda mediana per família de 46.389 $. Els homes tenien una renda mediana de 39.583 $ mentre que les dones 24.773 $. La renda per capita de la població era de 22.568 $. Entorn del 5,8% de les famílies i l'11,3% de la població estaven per davall del llindar de pobresa.